# Inomata Tsunao

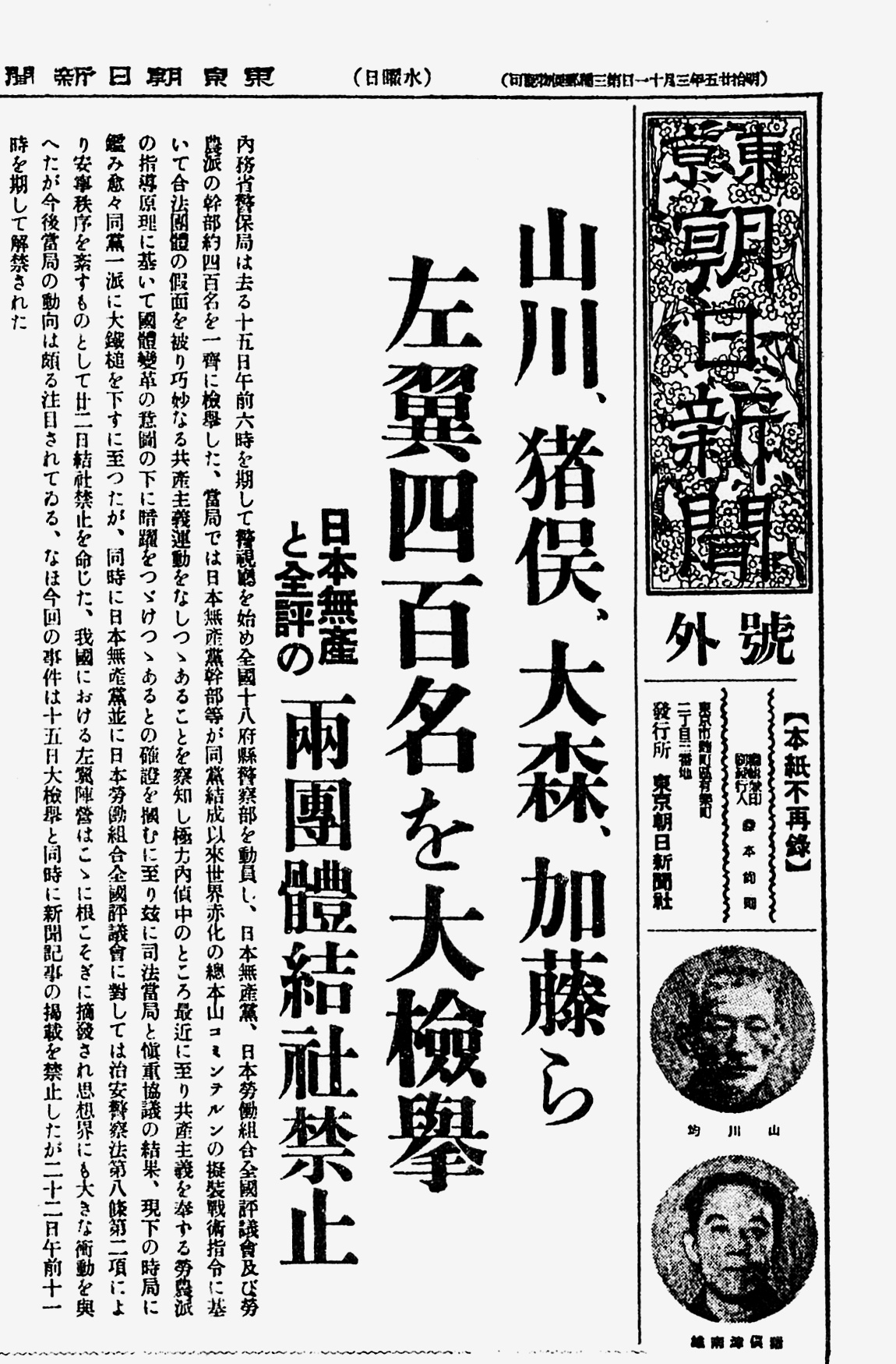
Sonderausgabe Asahi Shimbun zur Volksfront-Festnahme

Inomata Tsunao (japanisch 猪俣 津南雄; geboren 23. April 1889 in Niigata (Präfektur Niigata); gestorben 19. Januar 1942 in Tokio) war ein japanischer marxistischer Wirtschaftswissenschaftler.

## Leben und Wirken
Inomata Tsunao war Absolvent der Fakultät für Politik- und Wirtschaftswissenschaften der Waseda-Universität. Anschließend bildete er sich in den Vereinigten Staaten in Wirtschaftswissenschaften weiter an den Universitäten in Wisconsin und Chicago sowie an der Columbia. Während seines Aufenthalts in den USA trat er der von Katayama Sen organisierten „Japanese Socialist Group in the United States“ (在米日本人社会主義者団, Zaibei Nihonjin shakaishugisha-dan) bei.
Nach seiner Rückkehr nach Japan 1921 wurde Inomata Lektor an seiner Alma Mater. 1922 beteiligte er sich an der Gründung der Kommunistischen Partei Japans. 1923 wurde er bei der ersten Verfolgung der Kommunistischen Partei verhaftet und musste die Waseda-Universität verlassen. Er beteiligte sich dann nicht am Wiederaufbau der Kommunistischen Partei, sondern veröffentlichte Aufsätze und Bücher, die der revolutionären Strategietheorie und aktuellen Situationsanalyse der Kommunistischen Partei widersprachen. Ab Dezember 1927 gab er mit Yamakawa Hitoshi und anderen die Zeitschrift „Ronō“ (労農) – „Arbeiter und Bauern“ heraus und spielte eine wichtige Rolle als eine der zentralen Figuren der „Rōnō-Schule“ (労農派).
Inomata publizierte unter anderem 1925 „Kin’yū shihon-ron“ (金融資本論) – „Finanzkapitaltheorie“, 1929 „Gendai Nihon kenkyū“ (現代日本研究) – „Untersuchungen zum gegenwärtigen Japan“, 1932 „Kane no keizai-gaku“ (金の経済学) – „Ökonomie des Geldes“, 1937 „Nōson mondai nyūmon“ (農村問題入門) – „Einführung in die Probleme der Bauerndörfer“. Er spielte eine wichtige Rolle bei der Verbreitung der marxistischen Ökonomie und der Entwicklung der marxistischen Analyse der japanischen Politik und Wirtschaft.
1937 wurde Inomata bei dem „Volksfront-Vorfall“ festgenommen, 1939 wegen Krankheit von der Verurteilung suspendiert. Er erholte sich nicht und starb schließlich zuhause.